# Cassa per i servizi energetici e ambientali
La Cassa per i servizi energetici e ambientali (CSEA), già Cassa conguaglio per il settore elettrico (CCSE) è un ente pubblico economico sottoposto alla vigilanza dell’Autorità di Regolazione per Energia Reti e Ambiente (ARERA) e del Ministero dell'economia e delle finanze.La CSEA opera nei settori elettrico, gas e idrico.

## Storia
Le cosiddette “casse conguaglio”, istituite con il decreto legislativo 26 gennaio 1948, n. 98 , per la gestione dei sovrapprezzi, delle quote di prezzo e delle contribuzioni, imposte dalle autorità preposte alla disciplina dei prezzi, erano sottoposte alla vigilanza delle amministrazioni competenti nei settori interessati e del Ministero oggi denominato Ministero dell’Economia e delle finanze (MEF). 
Alla Cassa conguaglio per le tariffe elettriche (istituita con il provvedimento CIP n. 348/1953) succedeva il Fondo di compensazione per l’unificazione delle tariffe elettriche (istituito con il provvedimento CIP n. 941/1961) e, quindi, la Cassa conguaglio per il settore elettrico (provvedimento CIP n. 34/1974), cui era attribuito, tra gli altri, il compito di amministrare il conto per l’onere termico, volto al rimborso dei maggiori oneri di produzione di energia gravanti sulle imprese termoelettriche per il rincaro degli olii combustibili, quale conseguenza della crisi energetica dell'ottobre del 1973.
Successivamente, l’art. 1, comma 670, della legge 28 dicembre 2015, n. 208, recante “Disposizioni per la formazione del bilancio annuale e pluriennale dello Stato (legge di stabilità 2016)”, ha disposto la trasformazione della Cassa conguaglio per il settore elettrico in un ente pubblico economico con l’attuale denominazione di Cassa per i servizi energetici e ambientali (CSEA). La trasformazione e la nuova denominazione trovano ragione nelle accresciute competenze dell’Ente e nell’estensione del suo ambito di operatività all’intero settore energetico e a una quota significativa di quello ambientale.

## Attività
La CSEA svolge le seguenti attività:
- amministrativo/contabile
- servizi per il consumatore
- supporto alla regolazione
- ricerca di sistema

### Attività amministrativo/contabile
Svolge attività di incasso delle componenti tariffarie, sovrapprezzi e quote di prezzo pagate dai clienti dei settori energetici e del settore idrico nell’ambito del prezzo riconosciuto per i servizi forniti; tali componenti vengono raccolte in conti di gestione dedicati.
Provvede alla gestione finanziaria dei fondi incassati ed alle conseguenti erogazioni di contributi a favore degli operatori del settore secondo le disposizioni dell’Autorità per l'energia elettrica il gas ed il sistema idrico (AEEGSI).
Svolge, nei confronti dei soggetti amministrati, attività ispettive volte ad accertamenti di natura amministrativa, tecnica, contabile e gestionale
I conti di gestione dalla CSEA al 31 dicembre 2015 sono 53, di cui 25 per il settore elettrico, 27 per il settore gas e 1 per il settore idrico.

### Servizi per il consumatore
Agevolazioni tariffarie: Bonus gas e Bonus elettrico. Le agevolazioni tariffarie sono strumenti previsti dalla normativa di settore finalizzati ad accordare un trattamento preferenziale ai clienti domestici che versano in situazioni di disagio economico o in gravi condizioni di salute. In particolare, i bonus elettrico e gas, sono strumenti introdotti dal Governo per dare attuazione alle Direttive Europee 2003/53/CE e 2003/55/CE. La Cassa svolge le attività istruttorie e di erogazione in materia di Bonus gas e Bonus elettrico ai clienti disagiati.
Progetti a vantaggio dei consumatori: La Cassa gestisce un apposito Conto Progetti Consumatori, alimentato dagli importi derivanti dalle sanzioni irrogate dall'Autorità per l'energia elettrica il gas ed il sistema idrico (AEEGSI) pagate dalle imprese, finalizzato al finanziamento di progetti a vantaggio dei consumatori. La Cassa provvede all’erogazione delle somme ai soggetti attuatori dei suddetti progetti (Associazioni dei consumatori iscritte al Consiglio nazionale dei consumatori e degli utenti – CNCU).

### Supporto alla regolazione
- Perequazione. La CSEA provvede alla quantificazione, comunicazione e regolazione economica dei saldi di perequazione inerenti al settore elettrico e del gas. Le modalità operative di gestione dei meccanismi di perequazione, nonché le modalità e tempistiche di messa a disposizione dei dati da parte degli esercenti e di determinazione dei saldi di perequazione da parte della Cassa, sono disciplinate dall’ARERA.
- Market coupling. La Cassa tramite un Conto di gestione istituito con la deliberazione ARERA (ex-AEEGSI) 560/2012/R/EEL effettua i pagamenti relativi alle importazioni di energia ed alle rendite di congestione risultanti dal market coupling tra Italia/Slovenia, Italia/Francia e Italia/Austria. Questi pagamenti vengono anticipati dalla Cassa, per conto del Gestore dei mercati energetici (GME), e successivamente reintegrati sulla base di un’apposita convenzione che l’Ente ha stipulato con il GME e che riguarda la gestione del meccanismo di market coupling.
- Energivori. La Cassa quale detentore dell’elenco delle imprese a forte consumo di energia provvede ad erogare alle suddette imprese, tramite un meccanismo di acconto e conguaglio, le agevolazioni previste dalla normativa di settore.[2]

### Ricerca di sistema
Nell’ambito della ricerca di sistema, presso CSEA è istituita la segreteria operativa ai sensi del D.M. 8 marzo 2006, con compiti di istruttoria, verifica e diffusione dei risultati dei progetti di ricerca per il sistema elettrico finanziati, nell’interesse generale, per il miglioramento dell’efficienza, dell’economicità, della sicurezza e della compatibilità ambientale del settore elettrico. I risultati dei progetti sono diffusi anche attraverso il portale della Ricerca di Sistema.

## Organizzazione
Sono organi della CSEA:
- il presidente
- il comitato di gestione
- il collegio dei revisori

Il presidente e i componenti degli organi collegiali della CSEA sono nominati dall’Autorità per l'energia elettrica il gas ed il sistema idrico d’intesa con il Ministero dell'economia e delle finanze e sono scelti fra persone dotate di alta e riconosciuta professionalità e competenza in materia economica, giuridica, contabile o finanziaria. 
Ai sensi della delibera dell’AEEGSI 622/2014/A la CSEA è organizzata in 3 direzioni, 4 aree e 7 unità organizzative di secondo livello.